# Галланд (ландскап)
Галланд (швед. Landskap Halland швед. вимова: [ˈhǎlːand] ( прослухати)) — історична провінція (ландскап) у південній Швеції, у регіоні Йоталанд. Існує лише як історико-культурне визначення. Територіально входить до складу лену Галланд, окремі поселення належать до ленів Сконе та Вестра-Йоталанд.

## Географія
Галланд межує на північному сході з Вестерйотландом, на сході зі Смоландом, на півдні зі Сконе, а з заходу його омивають води протоки Каттегат.

## Історія
Територія Галланду тривалий час належала Данії. За договором у Бремсебру вона переходила до Швеції на 30 років. У 1658 році провінція за Роскілльським мирним договором повністю відійшла до Швеції.
Номінально назва даної провінції записана в титулі герцога Бертіля та герцогині Ліліан.

## Адміністративний поділ
Ландскап Галланд є традиційною провінцією Швеції і не відіграє адміністративної ролі.

### Населені пункти
Міста й містечка (населення станом на 1.1.2012):
- Варберг (27.602)
- Кунгсбака (19.057)
- Лагольм (6.150)
- Фалькенберг (20.035)
- Гальмстад (58.577)

## Символи ландскапу
- Рослина: дрік
- Риба: лосось
- Птах: сапсан

## Галерея

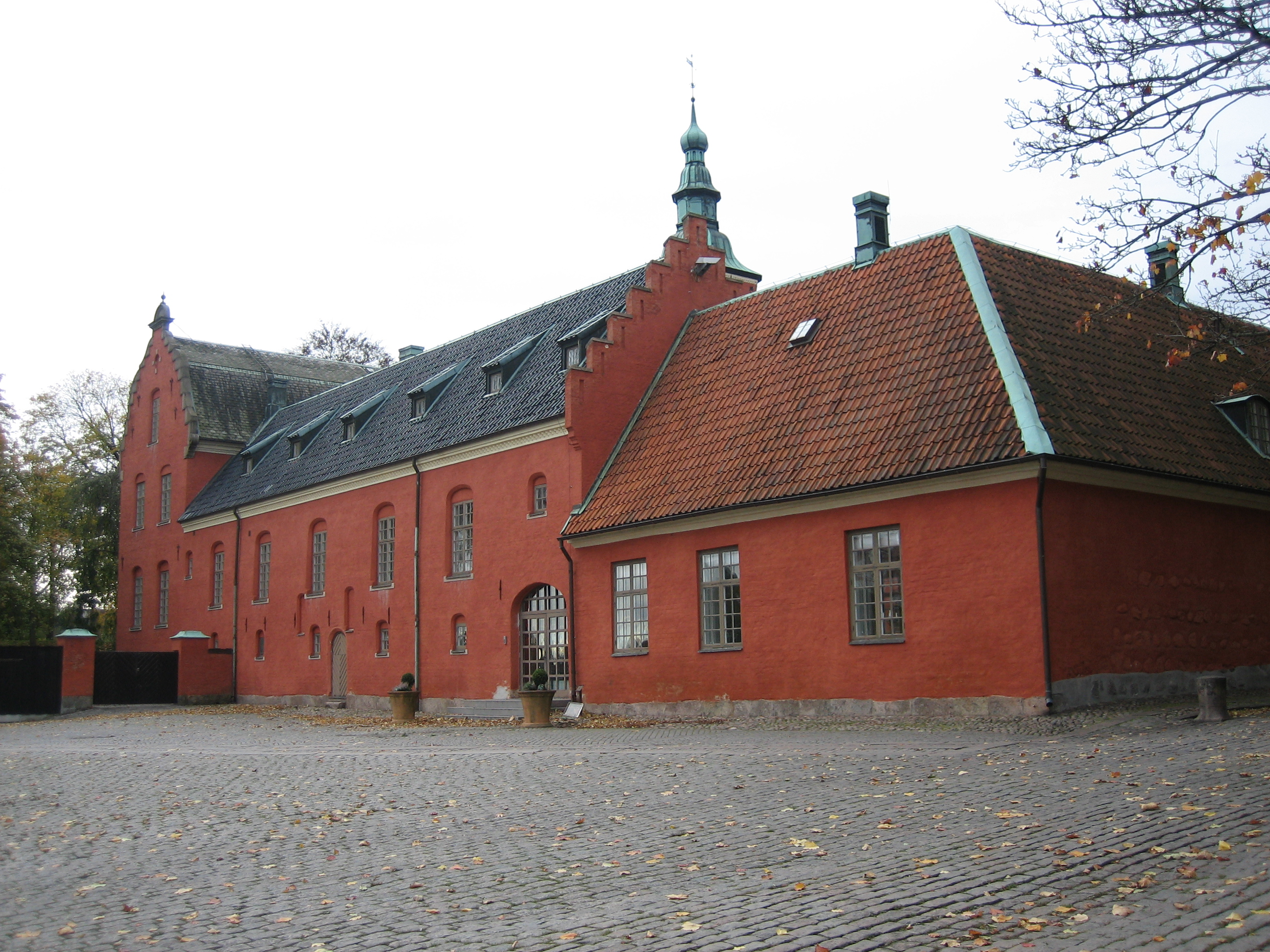
Замок у Гальмстаді
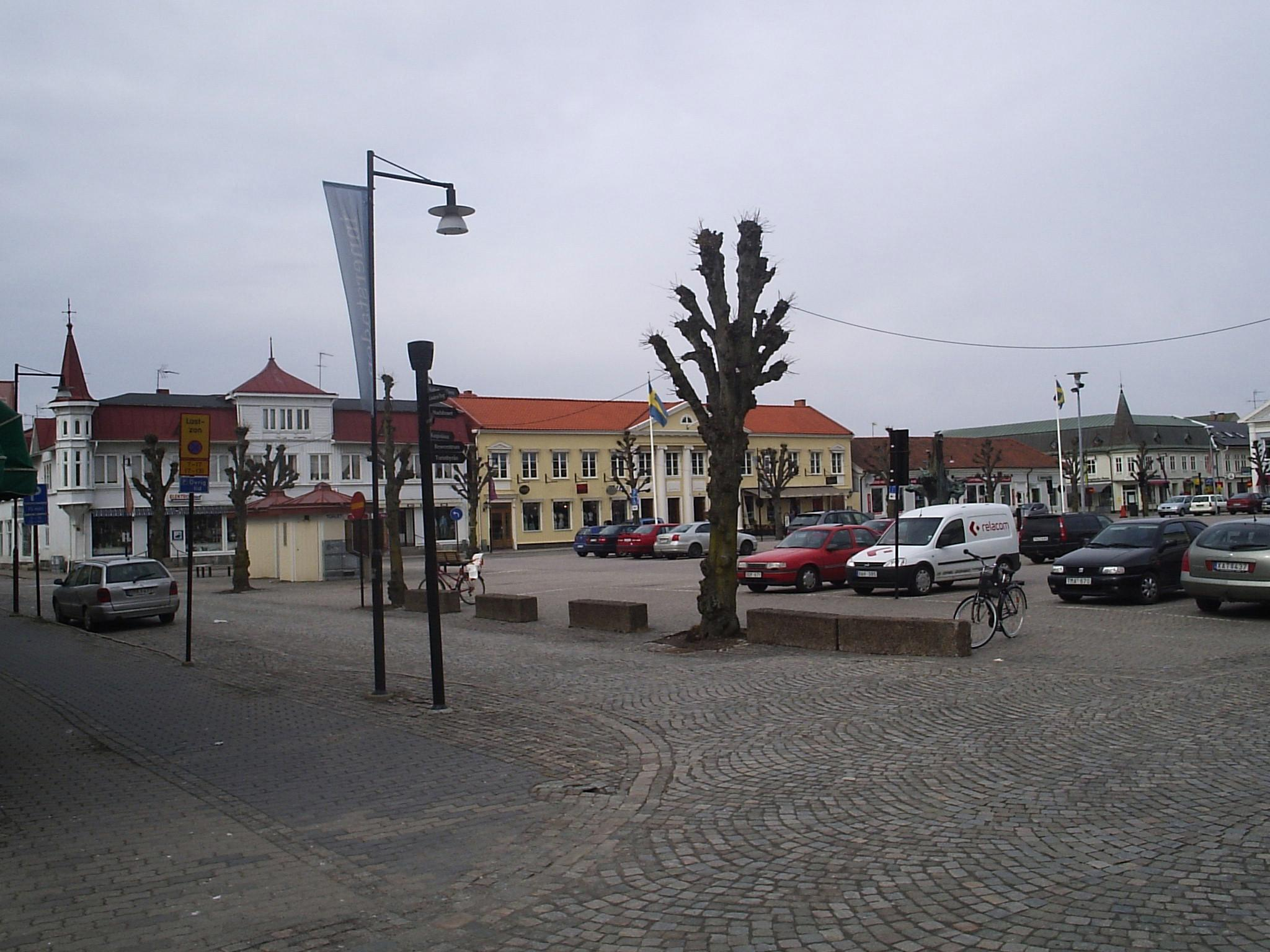
Містечко Кунгсбака
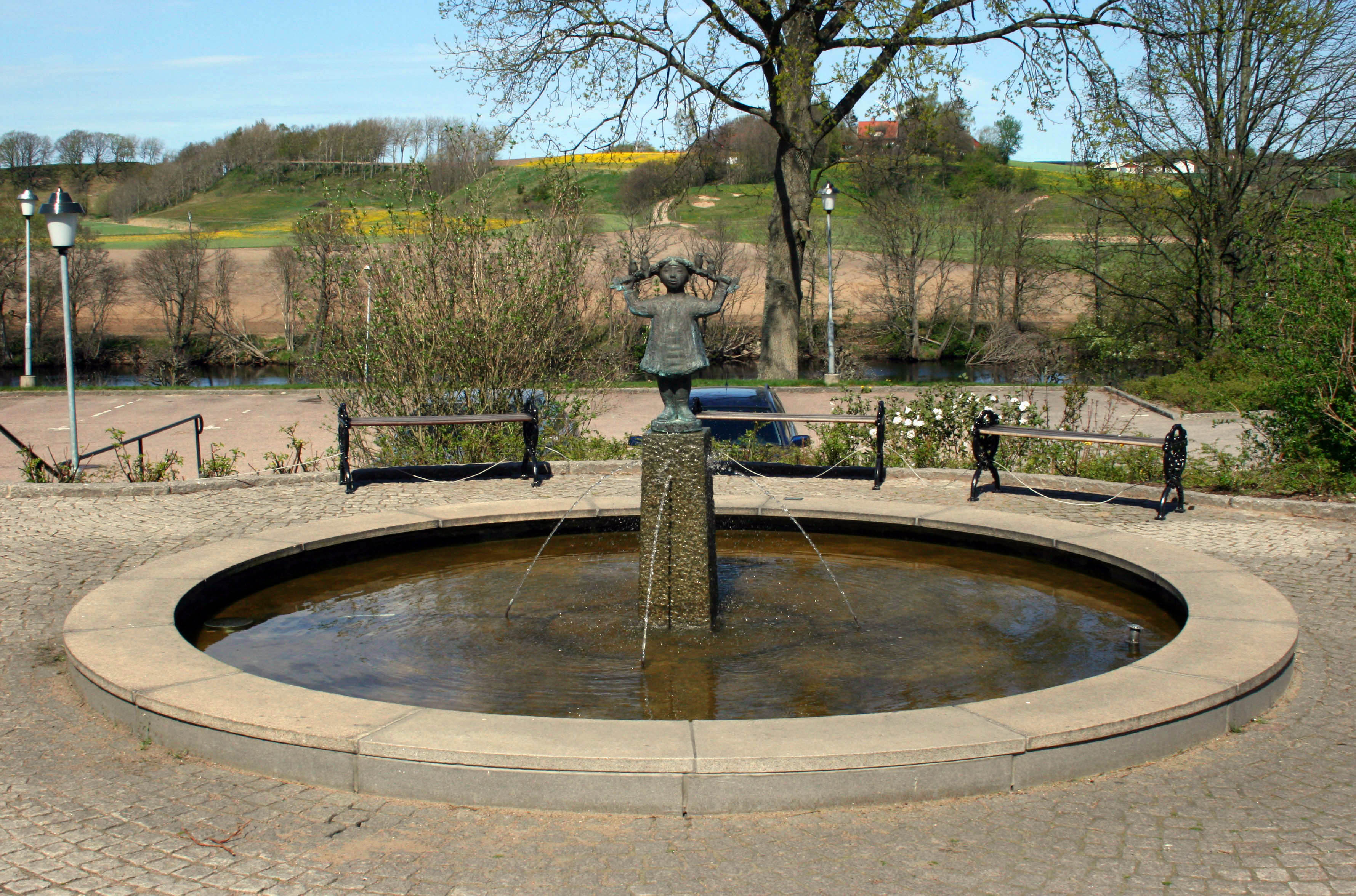
Фонтан у Лагольмі
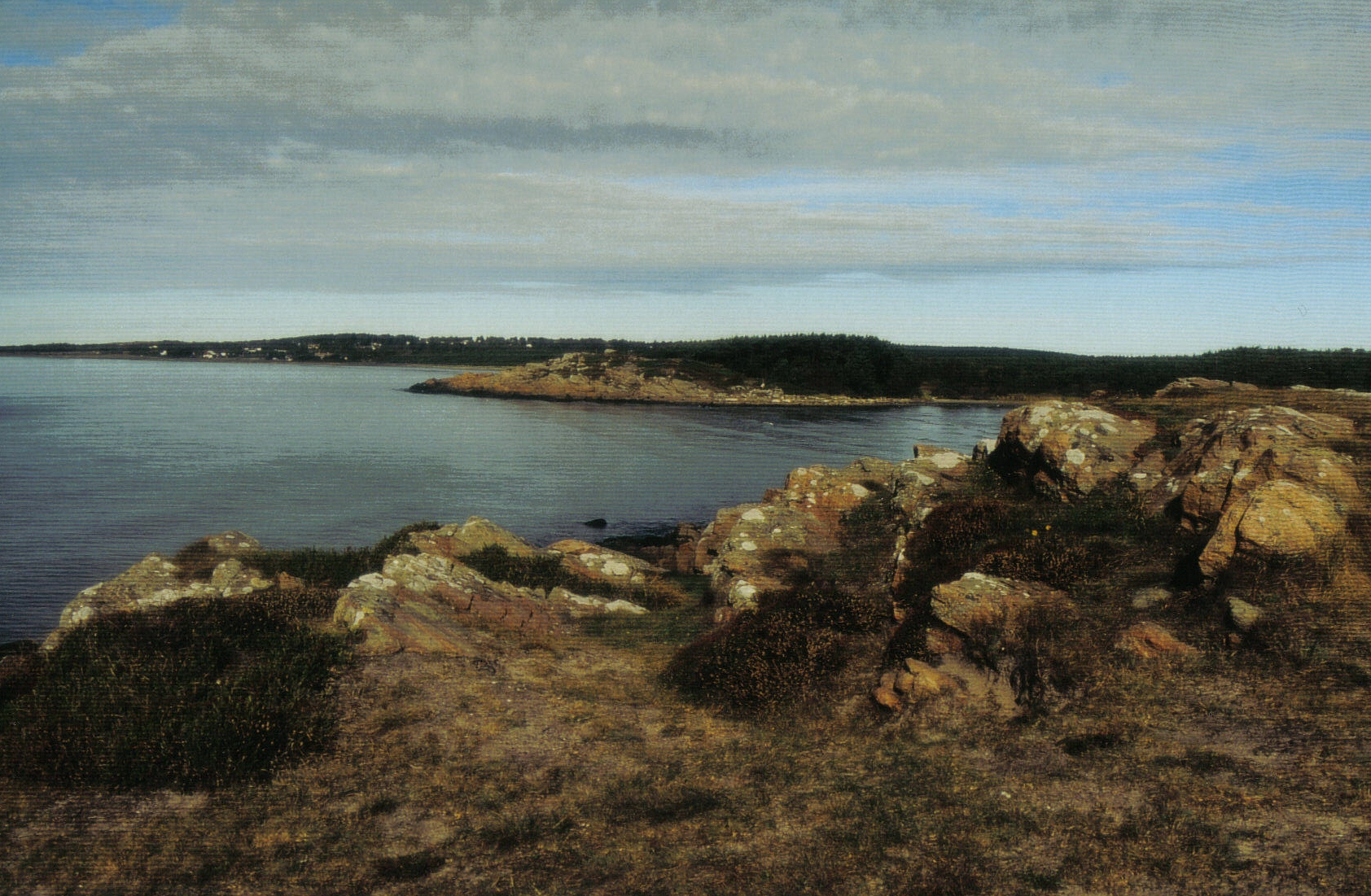
Морське узбережжя Галланду
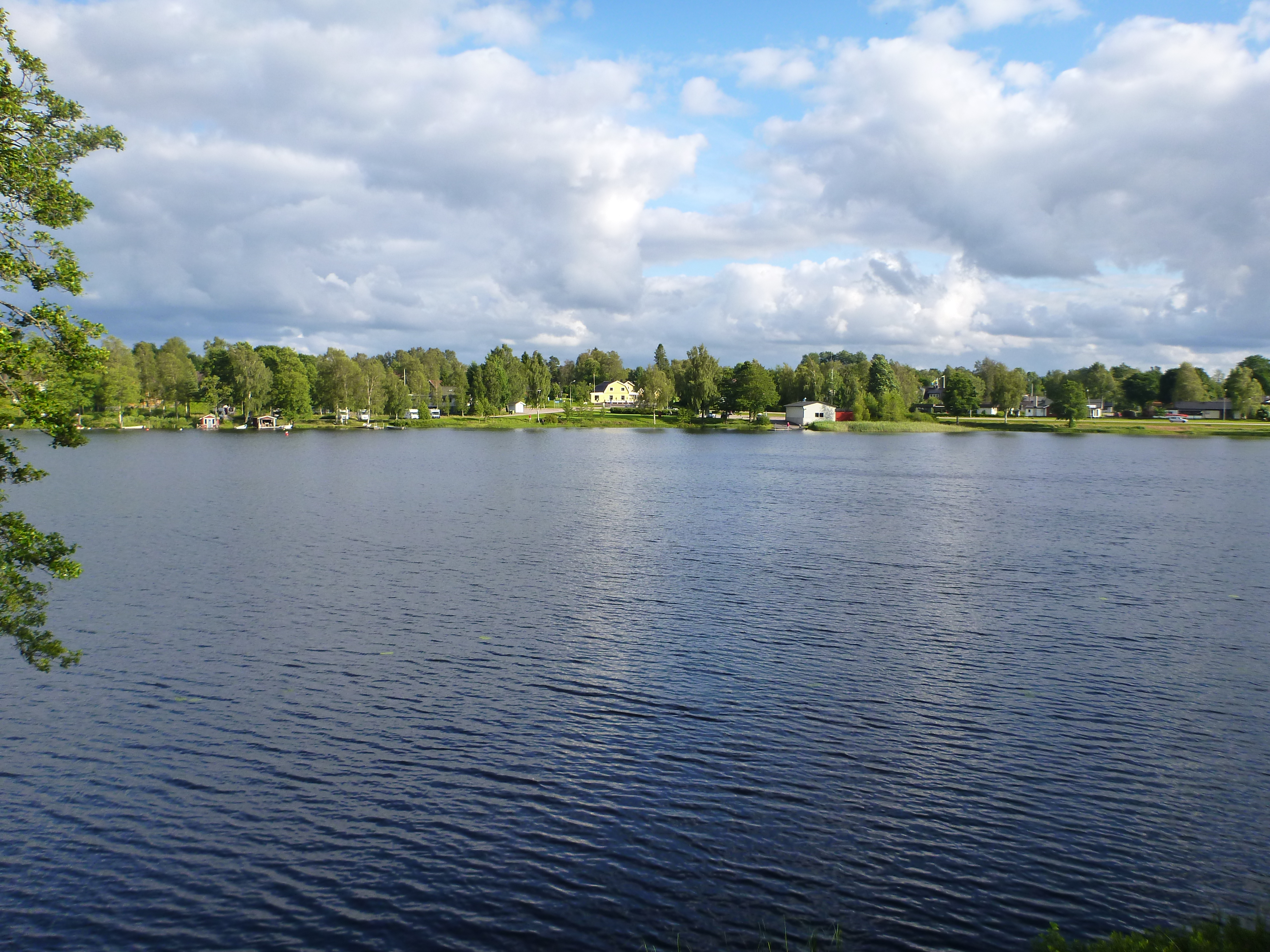
Озеро Феген